# Vodicí linie
Vodicí linie je stavební prvek usnadňující pohyb nevidomých nebo slabozrakých po pěších komunikacích. Je tvořena spojnicí hmatných orientačních bodů sledující pěší komunikace. Vodicí linie můžeme rozdělit na umělé a přirozené. Podle vyhlášky č. 369/2001 Sb. je možné vodicí linii přerušit na vzdálenost max. 8 m a délka jednotlivých částí přirozeného hmatného vedení musí být nejméně 1,5 m, šířka 0,4 m  a výška 0,3 m.
Přirozená vodicí linie je tvořena uspořádáním stavby – např. stěnou budovy, oplocením nebo zvýšenou obrubou podél pěší komunikace. Výška obruby musí být vyšší než 0,06 m nad pochozí plochou.
Umělá vodicí linie nahrazuje přirozenou vodicí linii. V interiéru musí být široká min. 0,3 m, v exteriéru min. 0,40 m a může být tvořena např. reliéfní dlažbou.